# (Nendest) narkootikumidest ei tea me (küll) midagi
(Nendest) narkootikumidest ei tea me (küll) midagi (Estnisch für Über (diese) Drogen wissen wir (doch) nichts) ist ein Lied der estnischen Hip-Hop-Gruppe 5miinust und des estnischen Folk-Duos Puuluup, das am 8. Dezember 2023 von Universal Music Oy veröffentlicht wurde. Das Lied vertrat Estland beim Eurovision Song Contest 2024. Es hält den Rekord für den längsten Eurovision-Songtitel.

## Hintergrund
(Nendest) narkootikumidest ei tea me (küll) midagi wurde von den Mitgliedern von Puuluup, Marko Veisson und Ramo Teder komponiert und von den Mitgliedern von 5miinust, Estoni Kohver, Pääkoer, Põhja Korea und Lancelot zusammen mit Kim Wennerström geschrieben. Laut Veisson und Korea wurde das Lied von einer Reise inspiriert, die die beiden unternahmen. Während der Reise sagte Veisson angeblich, er wisse „nichts über [Koreas] Drogen“.
Die Teilnahme der beiden Gruppen am Eesti Laul 2024 wurde am 6. November 2023 offiziell bekannt gegeben. Das Lied und das dazugehörige Musikvideo feierten am 8. Dezember ihre offizielle Premiere auf der digitalen App von Eesti Rahvusringhääling. Später wurde das Lied am 23. Dezember erstmals live aufgeführt. Nach dem Sieg des Liedes beim Eesti Laul 2024 gab Kohver Pläne bekannt, den Liedtext für den Eurovision Song Contest 2024 zu ändern. Um den Wettbewerbsregeln zu entsprechen, die keine Nennung kommerzieller Marken erlauben, wurde die Erwähnung von „roheline [grünen] Lay’s“ durch „pandipudeleid“ (Pfandflaschen) ersetzt.

## Musikvideo
Zusammen mit der Veröffentlichung des Songs wurde am selben Tag auch ein dazugehöriges Musikvideo veröffentlicht. Das Musikvideo zeigt Puuluup in einer alten Industrieanlage Talharpa spielen. Mit Pferden und einem Auto kommen die Mitglieder von 5miinust hinzu, die in Sonnenbrillen, dicke, alte Jacken und Mützen, sowie Bärte gekleidet sind. Es kommt zur Konfrontation und gegenseitigen 'Bedrohung' mit Mikrophonen und Musikinstrumenten, bis Marko Veisson anbietet, 5miinust Talharpa beizubringen. Daraufhin tanzen alle Interpreten mit einigen Statisten den für den Song charakteristischen Weisson-Tanz.

## Eurovision Song Contest

### Eesti Laul 2024
Der estnische Sender Eesti Rahvusringhääling (ERR) organisierte einen Wettbewerb mit 20 Beiträgen, Eesti Laul 2024, die sechzehnte Ausgabe des nationalen Finales. Es bestand aus einem Halbfinale, das am 20. Januar 2024 stattfand, in zwei Runden aufgeteilt war und später in einem großen Finale gipfelte, bei dem der Teilnehmer für den Eurovision Song Contest 2024 ausgewählt wurde. Das Halbfinale umfasste 15 Beiträge, und in der ersten Runde sicherten sich die drei Besten, die per 50/50-Abstimmung per Televoting und Jurys ausgewählt wurden, zusammen mit fünf anderen automatischen Finalteilnehmern einen Platz im großen Finale. In der zweiten Runde konkurrierten die verbleibenden 12 Songs um zwei Plätze, die per Televoting ausgewählt wurden. Der Gewinner des Finales mit zehn Songs wurde auf ähnliche Weise ausgewählt; per 50/50-Abstimmung per Televoting und Jurys wurden die drei Besten für das Superfinale ausgewählt, und per Televoting wurde der Gesamtsieger des Wettbewerbs bestimmt.
„(Nendest) narkootikumidest ei tea me (küll) midagi“ wurde für die Teilnahme am Wettbewerb am 6. November 2023 angekündigt. Später wurde das Lied ausgelost, um als erstes im Halbfinale aufzutreten. Das Lied qualifizierte sich in der ersten Runde, und wurde später für das Finale am 17. Februar als Neunter ausgelost. Im großen Finale konnten sie bis ins Superfinale vordringen und gewannen das Superfinale später mit 26.422 Stimmen, also mehr als doppelt so viel wie der Zweitplatzierte. Infolgedessen erhielt das Lied das Recht, Estland beim Eurovision Song Contest 2024 zu vertreten.

### Bis zum Eurovision Song Contest
Im März 2024 wurde bekannt gegeben, dass gemäß den Eurovision-Regeln, die jegliche Bezugnahme auf Markenzeichen verbieten, die Erwähnung von Lay’s Chips vor dem Wettbewerb aus einer Strophe des Liedes entfernt werde.
Um das Lied weiter zu promoten, kündigten die Bands ihre Absicht an, im Laufe des Monats April an verschiedenen Eurovision-Pre-Partys teilzunehmen, darunter an der Barcelona Eurovision Party 2024 am 6. April. der London Eurovision Party 2024 am 7. April, und der Nordic Eurovision Party 2024 am 14. April.

### Beim Eurovision Song Contest
Der Eurovision Song Contest 2024 fand in der Malmö Arena in Malmö, Schweden, statt und bestand aus zwei Halbfinalen, die am 7. und 9. Mai ausgetragen wurden, sowie dem Finale am 11. Mai 2024. Bei der Auslosung am 30. Januar 2024 wurde Estland für das zweite Halbfinale ausgelost, wo es in der zweiten Hälfte der Show auftrat. Das Duo wurde später als 13. im Halbfinale festgelegt, nach dem Belgier Mustii und vor der Israelin Eden Golan.
Beim Eurovision Song Contest waren beide Gruppen in schwarzen Anzügen gekleidet und Puuluup spielte Talharpa.
Das Lied qualifizierte sich als 6. mit 79 Punkten im zweiten Halbfinale für das Finale. Im Finale am 11. Mai erhielt das Lied 4 Punkte aus dem Jury-Voting (2 aus Österreich und 2 aus Italien), was den letzten Platz unter den 25 angetretenen Liedern bedeutete. Im Televoting erhielt das Lied 33 Punkte (13. Platz), was einer Gesamtpunktzahl von 37 entsprach und den 20. Platz in der Gesamtwertung einbrachte.